# Regietheater
 (octobre 2022).
Si vous disposez d'ouvrages ou d'articles de référence ou si vous connaissez des sites web de qualité traitant du thème abordé ici, merci de compléter l'article en donnant les références utiles à sa vérifiabilité et en les liant à la section « Notes et références ».
 (octobre 2022).
La mise en forme du texte ne suit pas les recommandations de Wikipédia : il faut le « wikifier ».
Les points d'amélioration suivants sont les cas les plus fréquents. Le détail des points à revoir est peut-être précisé sur la page de discussion.
- Les titres sont pré-formatés par le logiciel. Ils ne sont ni en capitales, ni en gras.
- Le texte ne doit pas être écrit en capitales (les noms de famille non plus), ni en gras, ni en italique, ni en « petit »…
- Le gras n'est utilisé que pour surligner le titre de l'article dans l'introduction, une seule fois.
- L'italique est rarement utilisé : mots en langue étrangère, titres d'œuvres, noms de bateaux, etc.
- Les citations ne sont pas en italique mais en corps de texte normal. Elles sont entourées par des guillemets français : « et ».
- Les listes à puces sont à éviter, des paragraphes rédigés étant largement préférés. Les tableaux sont à réserver à la présentation de données structurées (résultats, etc.).
- Les appels de note de bas de page (petits chiffres en exposant, introduits par l'outil «  Source ») sont à placer entre la fin de phrase et le point final[comme ça].
- Les liens internes (vers d'autres articles de Wikipédia) sont à choisir avec parcimonie. Créez des liens vers des articles approfondissant le sujet. Les termes génériques sans rapport avec le sujet sont à éviter, ainsi que les répétitions de liens vers un même terme.
- Les liens externes sont à placer uniquement dans une section « Liens externes », à la fin de l'article. Ces liens sont à choisir avec parcimonie suivant les règles définies. Si un lien sert de source à l'article, son insertion dans le texte est à faire par les notes de bas de page.
- La présentation des références doit suivre les conventions bibliographiques. Il est recommandé d'utiliser les modèles {{Ouvrage}}, {{Chapitre}}, {{Article}}, {{Lien web}} et/ou {{Bibliographie}}. Le mode d'édition visuel peut mettre en forme automatiquement les références.
- Insérer une infobox (cadre d'informations à droite) n'est pas obligatoire pour parachever la mise en page.

Pour une aide détaillée, merci de consulter Aide:Wikification.
Si vous pensez que ces points ont été résolus, vous pouvez retirer ce bandeau et améliorer la mise en forme d'un autre article.
Regietheater (ou "théâtre de mise en scène" en français) est une orientation de mise en scène née en Allemagne dans les années 1950. On parle de Regitheater lorsque les idées du metteur en scène prennent le dessus de manière excessive sur la représentation.
Les intentions originales et spécifiques de l'auteur ou les indications scéniques (lorsqu'elles sont rédigées) peuvent être modifiées, ainsi que les éléments majeurs de lieu, de temps, de distribution ou d'intrigue. En général, de tels changements peuvent être apportés pour souligner un point politique particulier ou des parallèles modernes qui peuvent être éloignés des interprétations traditionnelles.

## Le cas Wagner - les origines du Regietheater
Bayreuth offre un défi sans cesse renouvelé aux metteurs en scène : le canon des œuvres jouées au Festival de Bayreuth se limite depuis plus de 100 ans aux dix mêmes opéras, la réinterprétation des œuvres dans l'"atelier de Bayreuth" passe donc au premier plan.
Les historiens du théâtre considèrent que l'événement déclencheur du Regietheater a commencé avec le travail Die Walkürie de Wieland Wagner (1917-1966) en 1951. Dans les années qui ont suivi la Seconde Guerre mondiale, le petit-fils de Richard Wagner a voulu répondre aux difficultés de représentation de l'œuvre de son grand-père (à cause de son appropriation antérieure par les nazis) en concevant des mises en scène minimalistes et fortement symboliques des opéras de Wagner au Palais des festivals de Bayreuth (entre autres). Guidées par les théories d'Adolphe Appia, les productions de Wieland Wagner cherchaient, selon lui, à souligner les aspects épiques et universels des drames de Wagner, et étaient justifiées comme des tentatives d'explorer les textes du point de vue de la psychologie des profondeurs (souvent Jung). En pratique, cela signifie, par exemple, que le premier acte de Die Walküre (la deuxième œuvre du cycle), spécifiquement décrit comme se déroulant dans la cabane de Hunding dans la forêt, a été présenté sur une scène en forme de grand disque incliné, sans la moindre cabane; et les nombreuses instructions détaillées laissées par le compositeur au sujet de ce que font Wehwalt, Sieglinde et Hunding dans la cabane ont été ignorées, considérant que les détails de la partition signifiaient qu'elles étaient déjà illustrées musicalement.

## Le Regietheater à l'opéra
Jusqu'au début du XIXe siècle environ, le compositeur et son public vivaient à la même époque et donc dans la même société. Les conventions et les "règles du jeu" théâtrales étaient généralement claires, que ce soit pour les interprètes ou pour les spectateurs. Au XIXe siècle, toutefois, on a commencé à reprendre des œuvres plus anciennes : un décalage s'est manifesté entre le style théâtral au moment de la reprise et le style en vigueur au moment de la création de l'œuvre, du fait de l'évolution des regards sur les sujets, thèmes et motifs, ainsi que de la mise en œuvre de moyens techniques différents (touchant même la conception des instruments, et la façon d'en jouer).
Les œuvres de Mozart, par exemple, ont été nettement romancées et dénaturées au XIXe siècle. Plus la création et la représentation d'une œuvre étaient éloignées dans le temps, plus l'interprétation d'une œuvre était nécessaire. C'est ainsi qu'est apparu le métier de metteur en scène, c'est-à-dire de directeur artistique d'une représentation d'opéra, qui détermine la manière de jouer et l'esthétique de l'œuvre en collaboration avec le chef d'orchestre.
La fidélité à l'œuvre et le théâtre de metteur en scène sont des expressions qui permettent de résumer deux positions opposées sur la représentation de l'opéra aujourd'hui, leur confrontation suscitant souvent l'apparition de controverses parmi les spectateurs et les artistes.

### La fidélité à l'œuvre
Les partisans de l'idée qu'un opéra doit être représenté "fidèlement" estiment que les intentions des auteurs d'une œuvre doivent être respectées strictement. Comme ces auteurs ne sont généralement plus en vie et qu'il n'existe aucun enregistrement sonore ou visuel de leur époque, il n'est pas toujours facile de bien cerner leurs intentions (des auteurs comme Richard Wagner ont toutefois écrit des instructions de mise en scène précises). Souvent, le postulat de la fidélité à l'œuvre se réfère donc à une tradition de représentation, notamment celle de la première moitié du XXe siècle, et les critères d'évaluation d'une mise en scène ne reposent parfois que sur le décor et les costumes.

### Théâtre de metteur en scène
Chez de nombreux metteurs en scène, le rapport à l'époque et à la société actuelles ou à leur propre personne est au premier plan lors d'une représentation d'opéra. Souvent, ceux-ci essaient de choisir une création qui a un rapport évident avec l'époque actuelle, que ce soit visuellement ou dans la façon contemporaine d'envisager les choses. Des aspects de l'œuvre qui n'étaient clairement compréhensibles qu'à l'époque de sa création sont interprétés - ou réinterprétés, voire reliés à des situations et des lieux que les compositeurs et librettistes originaux n'auraient pas pu concevoir, plaçant ainsi l'histoire dans un contexte auquel le public contemporain peut s'identifier. Les représentations de ces metteurs en scène peuvent prendre le caractère d'adaptations d'œuvres, où l'interprétation personnelle du metteur en scène recouvre l'œuvre elle-même.
Aujourd'hui, chaque représentation d'opéra se situe entre ces deux pôles. L'exigence de la plupart des artistes dans le domaine de l'opéra est cependant de rendre justice à la fois à l'œuvre et à la réalité d'aujourd'hui. Le metteur en scène Adolf Dresen a formulé à ce sujet (en substance) : "La fidélité à l'œuvre est aussi néfaste pour un opéra que le détournement de l'œuvre." Une autre phrase volontiers citée en référence à la discussion sur le thème de la fidélité à l'œuvre dit : "la tradition est la transmission du feu, et non l'adoration des cendres".

## Exemples
Les exemples trouvés dans les mises en scènes du Regietheater peuvent inclure tout ou partie des éléments suivants :
- Déplacer le temps d'origine vers une période plus moderne (y compris le placement dans un régime totalitaire)[2]

- Changement de l'histoire du scénario original pour replacer l'histoire dans un contexte et un lieu de l'époque actuelle[3]

- Les éléments interprétatifs soulignant le rôle de l'oppression basée sur la race, le genre ou la classe sont mis en avant. Dans sa mise en scène de 1976 du cycle du Ring de Richard Wagner au Festival de Bayreuth, Patrice Chéreau a utilisé un décor actualisé du XIXe siècle qui s'inscrivait dans l'interprétation de George Bernard Shaw, lequel voyait dans le " Ring " un commentaire social sur l'exploitation de la classe ouvrière par les riches capitalistes du XIXe siècle[4]. Patrice Chéreau a donc cherché à mettre en lumière un sous-texte anti-capitaliste et marxiste reconnu comme présent dans l'œuvre, compte-tenu de l'époque de sa création originale : suivant cette conception, les Filles du Rhin de Wagner, espiègles, sont devenues des prostituées en haillons exerçant leur métier près d'un barrage hydroélectrique, les dieux sont une famille d'industriels de la fin du XIXe siècle, et Siegfried a utilisé un marteau à vapeur industriel pour forger son épée[5]

- Modification de la scénographie d'origine[6]

## Critiques du Regietheater, ou théâtre de metteur en scène
Les principaux reproches adressés à une mise en scène qualifiée de Regietheater :
- La mise en scène se détourne des intentions de l'auteur (dans le théâtre musical, également : du compositeur, de la partition) ou "fait du petit bois" des indications scéniques. Dans ce contexte, sont notamment critiqués : les ajouts ou les coupes arbitraires, le déplacement de l'action vers un autre lieu ou à une autre époque, les changements touchant à la distribution et à l'intrigue. Ce qui est critiqué ici est le fait que ces changements sont opérés pour souligner un point de vue politique particulier ou un parallèle moderne sans de rapport avec les intentions du créateur de l'œuvre ;
- La mise en scène détourne l'attention du contenu réel de l'œuvre. Ce reproche est particulièrement répandu dans le domaine du théâtre musical, où les metteurs en scène sont parfois accusés de détourner l'attention de la musique, mais cette critique se retrouve également dans le théâtre parlé, où elle concerne généralement l'insertion de scènes qui n'ont rien à voir avec l'œuvre proprement dite ;
- La mise en scène contient des caractéristiques dont l'œuvre pourrait se passer. Dans ce contexte, la critique porte par exemple sur l'irruption gratuite de nudité, de sexe ou de violence disproportionnée ou tout autre élément qui vise à choquer le public (références scatologiques)[1]
- Des costumes qui appartiennent à plusieurs époques et lieux différents. La production 2010 des Noces de Figaro de Mozart et de son Don Giovanni' de 2011 à l'Opera Theatre of Saint Louis (en) ont notamment présentés certains personnages en tenues du XVIIIe siècle et d'autres habillés comme au milieu du XXe siècle (citation nécessaire)
- D'un point de vue esthétique, si le Regietheatre était historiquement associé à des formes épurées et symboliques, il a évolué vers une recherche de l'excès, qui peut souvent être qualifié de "mauvais goût" au point d'être surnommé également "Eurotrash"[1]

## Evolutions récentes
L'essor du déconstructionnisme a donné un nouveau souffle au Regietheater en Europe et ailleurs. Les déconstructionnistes américains les plus en vue comprennent Peter Sellars et David Alden. Parmi les autres metteurs en scène souvent associés au Regietheater figurent Walter Felsenstein et Christopher Alden (director) (en). Alden déclare : "L'opéra ressemble beaucoup à l'Église catholique par la manière dont les gens lui sont dévoués et par le fait que, pour beaucoup de gens, il est aussi saint, aussi sacro-saint et aussi intouchable que la religion. En ce sens, je pense qu'il est toujours nécessaire de continuer à briser ces idoles et d'essayer de dépasser cette idolâtrie - afin de pouvoir atteindre des choses qui sont peut-être plus proches de l'os, et plus humaines." Calixto Bieito, Harry Kupfer, David Pountney (en) et Claus Guth, ont également appliqué de tels principes à un large éventail d'opéras des périodes classique et romantique.
Ces dernières années, la nomination de metteurs en scène "célèbres" (souvent issus du cinéma ou d'autres branches du théâtre), qui ne semblent pas avoir appris les exigences spécifiques de la mise en scène d'opéra, y compris, dans certains cas, ceux qui ont affiché leur incapacité à lire la musique, et qui semblent incapables de diriger les chanteurs au-delà des clichés du Regietheater (impliquant souvent des éléments destinés à choquer le public de manière gratuite), a conduit à une mauvaise compréhension générale du terme Regietheater par les théâtres et les critiques.
Les opposants accusent ces producteurs de superficialité, de crudité, de sensationnalisme, d'absence de réelle créativité, d'insensibilité à la richesse du cadre original, de négligence du rôle joué par la musique et d'assouvissement des appétits de la presse de caniveau.
De plus en plus, cependant, les critiques font la distinction entre l'application " correcte " des principes du Regietheater et l'utilisation gratuite et niaise de ses clichés.